# Abdelkader Messahel
Abdelkader Messahel (en arabe : عبد القادر مساهل; en berbère : ⵄⴱⴷ  ⴰⵍⵇⴰⴷⵔ ⵎⵙⴰⴻⵍ), né le 11 juillet 1949 à Tlemcen, est un ancien journaliste et homme politique algérien.
Après une carrière diplomatique centrée sur l'Afrique, il est depuis quinze ans ministre chargé des Affaires africaines. Il a été brièvement ministre de la Communication du gouvernement Sellal II, puis ministre des Affaires maghrébines, de l’Union africaine et de la Ligue des États arabes dans les gouvernements Sellal III et IV.
Le 25 mai 2017, il a été nommé ministre des Affaires étrangères.

## Biographie

### Ministre des Affaires étrangères
Le 8 juillet 2017, l'ancien Premier ministre Ahmed Ouyahia suscite une polémique en affirmant que les « étrangers en séjour irrégulier amènent le crime, la drogue et plusieurs autres fléaux », que « ces gens-là sont venus de manière illégale » et qu'« on ne dit pas aux autorités "jetez ces migrants à la mer ou au-delà des déserts", mais le séjour en Algérie doit obéir à des règles », ce qui conduit Amnesty International à dénoncer des propos « choquants et scandaleux » et « alimentent le racisme et favorisent la discrimination et le rejet de ces personnes [qui] ont fui les guerres, la violence et la pauvreté ». Enfin, Abdelmoumene Khelil, secrétaire général de la Ligue algérienne de défense des droits de l'homme (LADDH), estime pour sa part que ces propos « dignes des discours de l’extrême droite européenne viennent torpiller le discours équilibré sur le sujet du nouveau Premier ministre ».
Le 14 juillet 2017, il reçoit le soutien du ministre des Affaires étrangères, Abdelkader Messahel, qui déclare que « les Algériens sont connus pour leur hospitalité, leur sens de la fraternité, mais ils sont aussi jaloux de leur sécurité et de la sécurité de leur pays », ajoutant que « notre obligation en tant qu’État est de préserver la souveraineté nationale et la sécurité de notre pays...nous n’avons de leçons à recevoir de personne, ni des ONG nationales ni des partis politiques. Leurs déclarations n’engagent qu’eux ».
En octobre 2017 il est l'instigateur d'une crise entre le Maroc et l'Algérie, conséquence de ses propos : « Le Maroc recycle en réalité l'argent du haschisch via ses banques dans le continent africain (accusant celles-ci de blanchiment d'argent) » ; ces dires lui auraient été rapportés par des chefs d'États africains. Il accuse également la Royal Air Maroc « de ne pas transporter que des passagers ». Il qualifie également l'Algérie comme étant le « seul pays stable du Maghreb » devant « l'Égypte, la Tunisie et le Maroc ». Pour condamner les propos du ministre des Affaires étrangères algérien, le Maroc rappelle dès le lendemain son ambassadeur en Algérie. En décembre 2017 la compagnie aérienne Royal Air Maroc souhaite porter plainte contre le ministre.

## Fonctions
- 2017-2019 : Ministre des Affaires étrangères
- 2015-2017 : Ministre des Affaires maghrébines et africaines et de la Ligue arabe
- 2014-2015 : Ministre délégué auprès du ministre des Affaires étrangères, chargé des Affaires maghrébines et africaines
- 2013-2014 : Ministre de la Communication
- 2002-2013 : Ministre délégué auprès du ministre des Affaires étrangères, chargé des Affaires maghrébines et africaines
- 2000-2002 : Ministre délégué auprès du ministre des Affaires étrangères, chargé des Affaires africaines
- : Ambassadeur auprès des Pays-Bas
- 1987-... : Ambassadeur auprès du Burkina Faso
- 1987 : Directeur Afrique au ministère des Affaires étrangères
- 1986-1988 / 1996-1997 : Directeur général «Afrique»[8].